# چاه گیجی
چاه گیجی، روستایی از توابع  شهرستان ایرانشهر در استان سیستان و بلوچستان ایران است.